# Un americano alla corte di re Artù (film 1970)
Un americano alla corte di re Artù (A Connecticut Yankee in King Arthur's Court) è un film televisivo d'animazione del 1970 diretto da Zoran Janjic. Il film fu prodotto dallo studio d'animazione australiano Air Programs International per il ciclo Famous Classic Tales della CBS, dove fu trasmesso il Giorno del ringraziamento del 1970. Basato sull'omonimo romanzo del 1889 di Mark Twain, è considerato il primo lungometraggio d'animazione prodotto esclusivamente per la trasmissione televisiva. È stato distribuito in DVD col titolo Un americano del Connecticut alla corte di re Artù.

## Trama
Il direttore di una fabbrica del Connecticut, chiamato da tutti "Capo", viene colpito in testa da una chiave caduta a un operaio e perde i sensi. Si risveglia nella Gran Bretagna del 528 dove incontra subito Sir Kay e lo prende in giro, venendo catturato e portato a Camelot. Durante il tragitto viene informato del suo viaggio nel tempo dal giovane paggio Clarence, con cui fa amicizia. Alla corte di re Artù, il Capo viene scambiato per uno stregone e, su consiglio del mago Merlino, condannato al rogo per il 21 giugno. Mentre è in prigione, il Capo si ricorda che la data coincide con un'eclissi solare e manda Clarence a informare il re che oscurerà il Sole se verrà giustiziato. Artù allora anticipa di un giorno l'esecuzione, ma l'eclissi si verifica appena il rogo viene acceso. Il Capo riesce a convincere Artù di essere stato lui a provocarla, e si fa nominare capo del governo. Poiché Merlino continua a mostrarsi scettico, il Capo riunisce il popolo prima di un temporale e usa della polvere da sparo e un parafulmine per distruggere la torre di Merlino, diminuendo la reputazione del mago.
Con l'aiuto del fidato Clarence, il Capo inizia a modernizzare il regno "inventando", tra l'altro, il telefono e i quotidiani. Un giorno giunge al castello la giovane Demoiselle Alisande de Carteloise che chiede aiuto per liberare la sua padrona e altre venti ragazze, tenute prigioniere in un castello da tre orchi. Artù incarica il Capo della missione, e l'uomo si mette in viaggio con la ragazza che soprannomina "Sandy". Durante il tragitto i due sostano al castello della Fata Morgana, dove il Capo libera delle persone imprigionate per futili motivi e le manda a lavorare a Camelot. Si scopre infine che il castello, gli orchi e le ragazze sono in realtà un porcile, dei porcari e i maiali di loro proprietà, che Sandy crede essere vittime di un incantesimo. Il Capo compra i maiali e Sandy, dopo averli liberati, decide di restare con lui.
Sulla via del ritorno a Camelot, la coppia incontra un gruppo di pellegrini la cui fontana sacra è stata disseccata da un incantesimo. Il Capo chiama Clarence e degli operai di Camelot per ripararla, e nonostante Merlino cerchi di screditarlo riesce nell'intento usando anche dei fuochi d'artificio per simulare una magia. Tempo dopo, il Capo convince Artù a uscire da Camelot vestiti da contadini, ma dopo aver provocato gli abitanti di un villaggio vengono arrestati e, a causa di uno scambio di persona, condannati all'impiccagione. Nel frattempo però il Capo riesce a comunicare con Clarence, e i cavalieri di Camelot arrivano a salvarli a bordo di motociclette. Dopo aver vinto un duello con Sagramore usando una rivoltella, il Capo si sposa con Sandy e i due vanno in viaggio di nozze per sei mesi.
Al loro ritorno, Clarence li informa che durante la loro assenza Artù è stato ucciso da suo figlio Mordred e Merlino ha formato un esercito di migliaia di cavalieri per far tornare il regno com'era prima. Il Capo e Clarence decidono di combatterli con i pochi uomini ancora fedeli, usando dei magneti e altri marchingegni moderni. Il Capo vince la battaglia, ma viene tramortito da uno dei cavalieri e portato al castello, dove Merlino lo addormenta facendolo tornare nella sua epoca. Risvegliatosi sul suo letto, il Capo prende un'enciclopedia e si accorge che alla voce su re Artù il sovrano è raffigurato insieme a una motocicletta e un quotidiano.

## Cast vocale
Il Capo è doppiato in inglese da Orson Bean e in italiano da Claudio Capone nel secondo doppiaggio. Il resto del cast vocale originale è composto da:
- Barbara Llewellyn
- Bruce Montague
- Ron Haddrick
- John Llewellyn
- Brenda Senders
- Helen Morse[1]

## Distribuzione

### Edizione italiana
La prima edizione italiana del film fu trasmessa sul Programma Nazionale il 31 dicembre 1975 all'interno della TV dei ragazzi. Nel 1980, in occasione delle repliche su alcune televisioni locali, il film fu ridoppiato presso la SEDIF con la collaborazione dei doppiatori della CVD.

### Edizioni home video
Il film fu pubblicato in VHS in America del Nord nel 1986 dalla MGM/UA Home Video e in Italia nel 1989 dalla DB Media e nel 1991 dalla Fabbri Editori nella collana per l'edicola Avventure senza tempo (dove era abbinato a un albo illustrato tratto da esso). Successivamente è stato pubblicato in DVD-Video in America del Nord nel 2003 dalla Delta Entertainment e in Italia l'anno successivo dalla Finson col titolo Un americano del Connecticut alla corte di re Artù (e con la sola traccia audio in italiano).